# Palacio de San Carlos
Palacio de San Carlos és el nom que rep la seu del Ministeri d'Afers Exteriors de Colòmbia, a la ciutat de Bogotà. Anteriorment havia estat seu de la presidència de la República.